# Jalle Lorensson
Jarl Bertil "Jalle" Lorensson, född 11 februari 1957 i Malmö, är en svensk munspelare och tidigare rektor för kulturskolan i Malmö.
Lorensson växte upp i stadsdelen Rosengårdsstaden i Malmö. Han har varit medlem i rockgruppen Wilmer X alltsedan gruppen bildades 1978. Utöver sitt engagemang i gruppen har han även gästspelat hos flera andra grupper. Till exempel spelade han solot på Roxettes låt "Dangerous", som gick upp på andra platsen på USA-listan.
Sommaren 2008 släpptes albumet Alltid en vals (Egna Händer), som är resultatet av ett samarbete mellan Michael Saxell och Jalle Lorensson och i februari 2013 kom albumet Saxell Jalle Bandet.
Intresset för ämnen som historia, samhällskunskap och svenska språket ledde Lorensson till att studera vid Lärarhögskolan i Malmö, där han avlade lärarexamen 1984 och en fil. mag. i pedagogik. Han har arbetat till och från som ämneslärare sedan 1989. 2007-09 var han biträdande rektor på Mediegymnasiet i Malmö. Under 2010 var han projektledare i Malmö stad för projektet Engagemang för Malmö. Från 1 november 2010 är han chef för Malmö stads kulturskola.
Jalle Lorensson är en hängiven ornitolog   och har även varit verksam som tennistränare.